# Hisham Mousar
Hisham Mousar, né en Malaisie en 1976, est un juriste franco-cambodgien impliqué dans la défense des droits de l'homme au Cambodge et dans le procès des ex-dirigeants Khmers rouges. 
Doctorant en droit international public à l’Université de Paris 1 (Panthéon-Sorbonne), Hisham Mousar est responsable de la supervision des Chambres extraordinaires au sein des tribunaux cambodgiens auprès de l’Association pour les droits de l'homme et le développement au Cambodge (ADHOC). 
Il est le personnage principal d'un film documentaire tourné en 2008, Cham, dans lequel il est suivi dans ses activités de sensibilisation et de conseil juridique auprès des victimes musulmanes des Khmers rouges.